# Amphipneustes
Amphipneustes is een geslacht van zee-egels uit de onderorde Paleopneustina. De positie van het geslacht binnen de onderorde is onduidelijk (doorgaans aangegeven met de formule "Paleopneustina incertae sedis"), en het geslacht is vooralsnog niet in een familie geplaatst.

## Soorten
- Amphipneustes bifidus Mortensen, 1950
- Amphipneustes brevisternalis (Koehler, 1926)
- Amphipneustes davidi Madon-Senez, 2002
- Amphipneustes koehleri Mortensen, 1905
- Amphipneustes lorioli Koehler, 1901
- Amphipneustes marsupialis (Koehler, 1926)
- Amphipneustes mironovi Markov, 1991
- Amphipneustes rostratus (Koehler, 1926)
- Amphipneustes similis Mortensen, 1936
- Amphipneustes tumescens (Koehler, 1926)